# Ulrich Christophe Radziwiłł
Ulrich Krzysztof Radziwiłł (28 janvier 1712–21 juillet 1770) (en lituanien: Udalrykas Kristupas Radvila, en polonais: Udalryk Krzysztof Radziwiłł), fils de Mikołaj Faustyn Radziwiłł et de Barbara Frances Zawisza-Kieżgajłło, général de cavalerie (1742), greffier de Lituanie (1762).

## Sources
- Notices d'autorité :   - VIAF
  - ISNI
  - Pologne
  - NUKAT

- (pl) Cet article est partiellement ou en totalité issu de l’article de Wikipédia en polonais intitulé « Udalryk Krzysztof Radziwiłł » (voir la liste des auteurs).